# American Saturday Night (sång)
"American Saturday Night" är en sång skriven av Ashley Gorley och Kelley Lovelace samt Brad Paisley, och inspelad av Brad Paisley på albumet American Saturday Night 2009, samt utgiven på singel samma år. Sångtexten skildrar de traditioner och referenser till kulturer från olika länder, såväl existerande som upplösta, som man kan stöta på en vanlig lördagskväll i en stad i USA.

## Listplaceringar
| Lista (2009–2010)        | Topplacering |
| ------------------------ | ------------ |
| Kanada, Canadian Hot 100 | 66           |
| USA, Hot Country Songs   | 2            |
| USA, Billboard Hot 100   | 67           |

### Årslistor
| Lista (2010)       | Topplacering |
| ------------------ | ------------ |
| USA, Country Songs | 34           |

### Fotnoter
1. ↑  David Mead (9 april 2010). ”American Saturday Night” (på engelska). American Songwriter. http://www.americansongwriter.com/2010/04/how-to-make-the-whole-world-sing-american-saturday-night/. Läst 17 oktober 2014.